# 嶺南大學社區學院

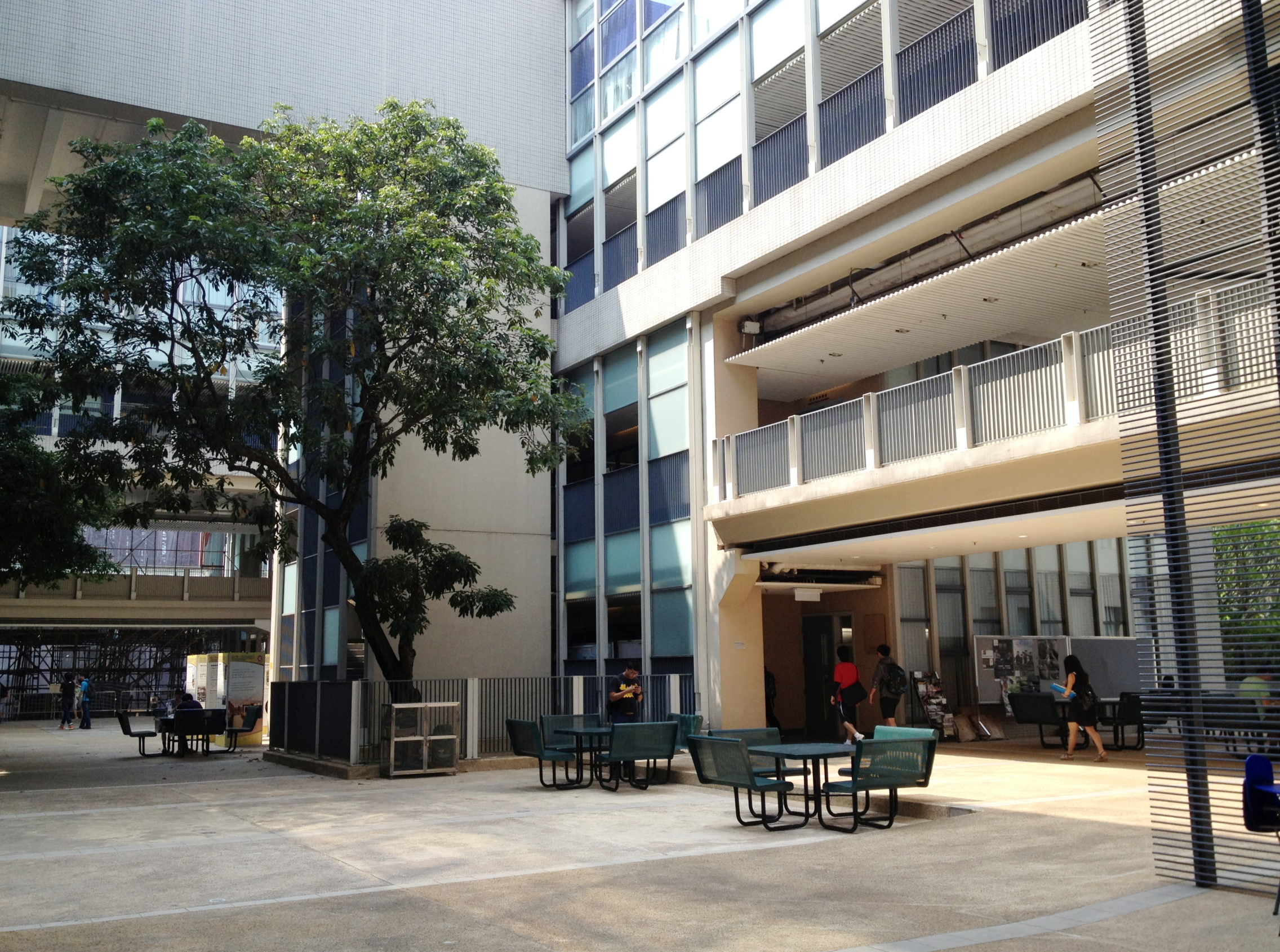
嶺南大學社區學院於嶺南大學新教學大樓

嶺南大學社區學院 (The Community College at Lingnan University)，簡稱CCLU， 於2003年成立，是附屬嶺南大學的教育機構，主要開辦副學士學位課程、副學士學位先修課程。2017年停辦。
學院曾開設：24項副學士學位課程，14項高級文憑課程，副學士學位先修課程，文憑課程，高等文憑課程。校舍位於香港新界屯門虎地青山公路嶺南段8號嶺南大學的新教學大樓，是香港唯一將校舍建於大學校園內的社區學院。
2012年，該院校副學位課程的註冊全日制學生人數有5271人。其中，副學士課程的學生有一少部份是來自中國內地的高考生。
2017年7月1日，嶺南大學社區學院(CCLU)停辦，原來師生併入嶺南大學持續進修學院(LIFE)。

## 重要事作

### 超額收生事件
在2012年10月，嶺南大學社區學院及持續進修學院被爆出嚴重超額收生事件。由於2012年末代高考生及首屆文憑試考生同時畢業，學生升讀大專的需求大增。嶺大社區學院及持續進修學院被指在這個學年，在資源嚴重不足的情況下，仍超收大量副學位學生，由2011年原本訂下只收1,910人，大幅增至今年5,434人，增幅達到185%。當中以高級文憑的增幅最為嚴重，收生數目為原本的5倍多。另外，更有部分學額，原屬毅進計劃，但因收生不理想，轉收副學位學生。在教學資源未能配合下，部分學生被削減課時，甚至未能如期開學。不單課室不足夠，課程亦出現問題。部分課程的師生比例超出教育局的指引近一倍，達不到教育局審批時的要求，例如語文班教育局規定25人一班，但現時最多有40人同時上課﹔校方更將部分科目的教學時數減少，影響課程的質素。此外，校方又推出25個未完成審批的高等文憑（Advanced Diploma）課程，不論在資歷架構名冊及經審批課程資料網（IPASS）中，都找不到相關的課程。種種的舉動，都令人懷疑校方為求謀取暴利，不擇手段。有學生代表指，由於超收，部份學生需到不同教育中心上課，有些課室環境惡劣，位於街市樓上，上課時聽到叫賣聲音，有的樓上更是夜總會及俱樂部，加上設備不齊全，學生實難以專心上課。
傳媒廣泛報道後，嶺大校長陳玉樹委任了一個三人調查委員會調查事件，其中嶺大校董會成員葉成慶為召集人，其餘兩位成員分別是嶺大社區學院校董會成員梁松聲及社會學及社會政策系副教授羅榮健。2013年1月，調查委員會發表調查報告，點名指出協理副校長陳增聲、前任持續教育及社區學院院長馮培榮、社區學院副總監周婉雯及社區學院前任助理總監羅英娥要為事件負上責任，更向陳馮二人表示「極度遺憾」。

### 2017年停辦嶺大社區學院
2016年11月，嶺南大學宣布，旗下嶺南社區學院（2003年成立）及嶺南大學持續進修學院（2001年成立）將於2017年7月1日起將會合併，屆時有關學院將沿用「嶺南大學持續進修學院」（LIFE）的名稱，換言之，嶺大社區學院在2016/17學年完結後將停辦，校方表示事件不涉裁員，亦沒學生受影響。教協會長兼該會大專院校發言人馮偉華指出，嶺大的自資副學士不及其他大學的同類課程受歡迎，且分兩個品牌營辦自資課程，近年中學畢業生人數減少，經營已見困難，相信合併可節省成本。

## 曾經舉辦的課程

### 副學士學位課程 Associate Degree(兩年全日制)

#### 社會科學(Social Sciences)
- 綜合課程 General Studies
- 心理學 Psychology

#### 人文學科(Arts)
- 中國語言文學 Chinese
- 哲學 Philosophy
- 歷史 History
- 翻譯 Translation

#### 商學(Business Studies)
- 工商管理 Business Management

### 升學途徑
- 完成嶺南大學副學士課程的學生可銜接嶺南大學，其他本地大學及海外大學。
- 完成第二年副學士課程的畢業生，可申請報讀嶺南大學學士學位本科課程二年級。
- 完成副學士課程的畢業生，亦可申請報讀本地其他大學學士學位本科課程二年級。

### 升學(學士學位)資格
1. 於嶺南大學完成兩年副學士學位課程，成績滿意。
2. 平均績點要求：
畢業生平均績點達2.5或以上，可申請報讀海外學士學位銜接課程
畢業生平均績點達3.0或以上，可申請入讀二年級(三年制)或三年級(四年制)學士學位本科課程
3. 語言能力要求：
IELTS 得分6.0，或
TOEFL 得分550，或
HKASL英文應用科取得D等成積，或
其他同等學歷
本地學士學位銜接課程
- 嶺南大學持續進修學院(LIFE)與多間著名海外大學合辦學士學位課程。課程由合資格講師教授，並於LIFE教育中心上課。
- 英國國立密德薩斯大學 - 學位
- 英國威爾斯大學 - 學位
- 廣州暨南大學 - 學位

## 副學士學位先修課程 (一年全日制)
不設主修，課程涵蓋語文、數學、人文學科、理科、生活教育等科，下學期可從人文學科、商學和社會科學範疇中選修兩科。

## 外部連結
- 嶺南大學社區學院 （页面存档备份，存于）
- 嶺南大學社區學院學生飈1.8倍被轟濫收 學生批配套缺 張文光促教局查 （页面存档备份，存于）